# Jean van den Bosch (Diplomat)
Jean Baptiste Emanuel Remie Marie van den Bosch (* 27. Januar 1910 in Gent; † 15. Dezember 1985 in Uccle bei Brüssel) war ein belgischer Diplomat.

## Leben
Jean Van den Bosch war der Sohn von Anna De Volder (1870–1956) und Firmin Vanden Bosch (* 19. Dezember 1865 in Tongern; † 20. Januar 1949 in Saint-Gilles). Der Vater war leitender Richter in Gent, diente 1911 in Ägypten, war ein Freund von Edmund Allenby, 1. Viscount Allenby und zuletzt Procureur Général auprès de la Cour d'Appel (Generalstaatsanwalt). 
Jean Van den Bosch studierte von 1927 bis 1932 Recht, Geschichte, Politische und diplomatische Wissenschaften an der Katholieke Universiteit Leuven. Nach seinem Eintritt in den diplomatischen Dienst (1932) war er Botschaftssekretär in Peking (1937 bis 1940), Ottawa (1940–1942) und London (1942–1944), wo erin 1944 die bBelgierin Hélène Cloquet heiratete. Von 1944 bis 1948 war er diplomatischer Berater von Prinz Karel, der Prinz-Regent in Brüssel. Danach war er Berater auf die belgische Ambassade in Kairo (1948–49) und Paris (1949–1953). Er wurde zum Botschafter befördert und erhielt Exequatur als belgischer Generalkonsul in Hongkong mit Amtsbezirk Macau und Saigon (1953–1954), und schließlich Botschafter in Kairo (1954–1959).
Vom 30. Juni 1960 bis 30. Januar 1962 war er belgischer Botschafter in Kinshasa in der Republik Kongo.
In seinen 1986 posthum veröffentlichten Memoiren behauptet Bosch, dass Joseph Kasavubu Anfang Juli 1960 mit belgischen Beratern darüber gesprochen habe, die Ernennung von Patrice Lumumba zum Premierminister zu widerrufen.
Van den Bosch ermutigte Justin Bomboko, den Außenminister in der Regierung Lumumba, Lumumba zu stürzen.
Am 8. August 1960 erklärte die kongolesische Regierung unter Patrice Lumumba den Ausnahmezustand, ordnete die Schließung der sieben belgischen Konsulate an und wies Bosch an, den Staat bis zum Mittag desselben Tages zu verlassen, worauf sich Bosch, eskortiert von Truppen der Vereinten Nationen, nach Ghana [?] fahren ließ.
Von 1959 bis 1965 übte Van den Bosch das Amt eines Generalsekretärs des belgischen Außenministeriums aus. In dieser Zeit plante er die Air Union, ein Luftfahrtkartell der sechs EWG-Staaten.
Er wurde am 9. Mai 1965 ehrenhalber als Knight Grand Cross in den Royal Victorian Order aufgenommen und fungierte als Direktor der belgischen Filiale der Lloyds Bank International.
Von 1966 bis 1972 war er Vertreter der belgischen Regierung beim Rat der Westeuropäischen Union.

## Veröffentlichung
- Mémoire de M. l'ambassadeur Jean van den Bosch relatif aux événements des 6 et 7 juillet 1960, à Léopoldville. Chronique de politique étrangère.